# Collocation (linguistique)
Pour les articles homonymes, voir Collocation.
 (décembre 2018).
Si vous disposez d'ouvrages ou d'articles de référence ou si vous connaissez des sites web de qualité traitant du thème abordé ici, merci de compléter l'article en donnant les références utiles à sa vérifiabilité et en les liant à la section « Notes et références ».
Une collocation, en linguistique, est soit, de manière quantitative, le rapprochement fréquent de deux unités lexicales dans un corpus donné, soit, de façon qualitative, une combinaison d’unités lexicales qui exprime une idée précise. Ce rapprochement est directement encodé dans le lexique et relève donc du savoir lexical. 
Le terme « collocation » vient du latin collocare, qui signifie : « placer ensemble ». L'orateur Quintilien (35 / 95) emploie ce terme très général pour désigner l'« arrangement des mots ». La rhétorique a transmis le terme en ce sens à la linguistique.

## Définition
En linguistique, une collocation est une cooccurrence privilégiée, une association habituelle d'un mot à un autre au sein d'une phrase, un rapprochement de termes qui, sans être fixe, n'est pas pour autant fortuit, comme : « voix suave », « courir vite », « entraîner des conséquences ». 
Lorsque la collocation n'autorise aucune variation de ses éléments, on parle aussi d'« expression » ou de « locution figée » (ex. : passer son tour), qui peut aboutir à transformer l'expression en unité lexicale: on parle alors de lexicalisation (ex. : au fur et à mesure).
La collocation intéresse les linguistes, car elle manifeste une relation potentielle entre les mots d'une langue, indépendamment du locuteur.

## Exemples illustrant les caractéristiques des collocations
Les collocations reposent sur un rapprochement particulièrement fréquent de deux éléments du lexique : sa fréquence doit être plus élevée que celle de chacun de ses éléments pris séparément.
Les collocations reposent sur un rapprochement qui est largement arbitraire : ainsi les différentes langues font des choix différents pour créer des collocations et de ce fait ce sont souvent les traducteurs qui sont les plus sensibles aux collocations et les observent le plus volontiers dans les langues : 
Cantos Gómez fait remarquer qu'on dit en anglais rancid butter mais non sour butter.
Nous pouvons ajouter qu'on emploie l'équivalent espagnol de sour pour le lait, dans leche agria alors qu'on a le français lait tourné ;
- espagnol vino rancio ≡ vin piqué ;
- espagnol dar un paso ≡ faire un pas ;
- anglais teach a course ≡ faire (un) cours ≡ russe lire un cours.

Cet arbitraire est aussi intralinguistique : angl. teach a course mais give a lecture, ce dont Igor Mel'čuk fait aussi état pour le français : plonger quelqu'un dans le désespoir mais mettre quelqu'un en rage. 
Usage terminologique des collocations : dans l'expression « anorexie mentale », les deux mots, placés ensemble, en collocation, ont un sens technique, qui ne peut se substituer à « anorexie psychologique » ou à « manque d'appétit mental », rapprochements inusuels et peu signifiants, que n'utilisera pas le spécialiste. Autres exemples : travailleur indépendant, indemnité journalière, etc.
Variabilité relative des éléments constituant la collocation : le syntagme « faim de loup » peut être remplacé par « faim d'ogre », mais sans véritable effet de sens, contrairement à un rapprochement moins courant comme dans « faim de dinosaure », qui n'est pas évocateur.

## Composantes de la collocation
Plusieurs linguistes distinguent deux composantes de la collocation : la base et le collocatif. La base qualifie un mot que sélectionne librement le locuteur pour exprimer un concept, alors que le collocatif désigne la composante adjointe à la base et dont l'emploi est contraint dans la langue. En ce sens, on dira que la collocation est une association « semi-contrainte » de mots. 
Par exemple, la séquence « célibataire endurci » comprend la base « célibataire », dans son sens commun, et le collocatif « endurci » qui exprime, lorsque combiné avec « célibataire », un sens particulier.  